# Tivoli (Paris)
O Tivoli foi um parque de diversão que funcionou de 1730 a 1842 em diferentes pontos do atual bairro de Quartier Saint-Georges, no nono distrito de Paris, na França. É considerado o primeiro parque de diversão público criado no mundo.

## História

### Folie-Boutin(Grande Tivoli)
Em 1766, Simon-Charles Boutin, filho de Simon Boutin, coletor de impostos de Tours, adquiriu um vasto jardim cuja entrada se localizava entre os números 66 e 110 da rua São Lázaro. Ele deu, ao jardim, o nome de Tivoli em homenagem aos célebres jardins da cidade italiana homônima, em especial ao jardim da Villa d'Este. Também construiu vários follies no jardim. Também havia uma segunda entrada no número 27 da rua de Clichy. 
Em 1796-1797, um dos pavilhões do jardim foi ocupado por um clube contrarrevolucionário, o Clube de Clichy. Após a deportação da maior parte dos integrantes do clube, o pavilhão foi ocupado sucessivamente pelo banqueiro Hainguerlot e pela representação diplomática da Espanha.
O jardim se tornou, então, o local preferido de divertimento dos ricos de Paris. Em 1810, foi transladado para o mais modesto Folie-Richelieu, mas reabriu mais suntuoso em 1812 com o nome de Grande Tivoli. Contava então com atrações como montanha-russa e roda-gigante. Ruggieri realizou muitos espetáculos pirotécnicos no local. Em 7 de junho de 1825, foi transladado para o número 88 da mesma rua. O seu endereço anterior foi vendido no ano seguinte e se transformou no atual Bairro da Europa (Quartier de l'Europe).

### Folie-Richelieu(Segundo Tivoli)
Em 1730, o marechal Richelieu mandou construir uma área de lazer pessoal entre os números 18 e 38 da rua de Clichy. O jardim se estendia até a rua Branca. O marechal conservou a posse da propriedade até 1765. 
Sob o Diretório (1795-1799), o terreno se tornou propriedade de Fortunée Hamelin. De 1810 a 1812, abrigou o parque Tivoli, que havia se transladado da Foulie-Boutin. Por volta de 1861, várias atrações foram instaladas no local: entre elas, uma pista de patinação. Por volta de 1880, a pista de patinação foi demolida para dar lugar ao Novo Teatro, que se transformaria no Teatro de Paris. Na mesma época, foi construído o Palácio-Teatro, que se transformaria no atual Cassino de Paris.

### Folie-Bouxière(Novo Tivoli)
Foi construído em 1760 no número 88 da rua de Clichy pelo coletor de impostos de la Bouxière. Semelhante ao Petit Trianon, em 1826 se tornou o "Novo Tivoli". Nele, se praticou o "tiro ao pombo", "diversão" que havia sido importada da Inglaterra em 1831. Em dez anos, foram mortos mais 300 000 pombos no local. Desapareceu em 1842 devido à construção das ruas Ballu, de Bruxelas, de Calais, de Vintimille e de Douai e das praças Adolphe-Max e Hector-Berlioz.

## Ligação externa
- Un petit bout du monde